# حزب الوسط السويدي
حزب الوسط هو حزب سياسي في السويد.
تأسس الحزب في عام 1913. رئيس الحزب هو Maud Olofsson. في الانتخابات البرلمانية لعام 2006 حصل الحزب على 437389 صوت (7.88%, 29 مقعد). للحزب مقعد واحد في البرلمان الأوروبي.

## الروابط الخارجيه
- centerpartiet.se